# Polyptyque de Santa Reparata

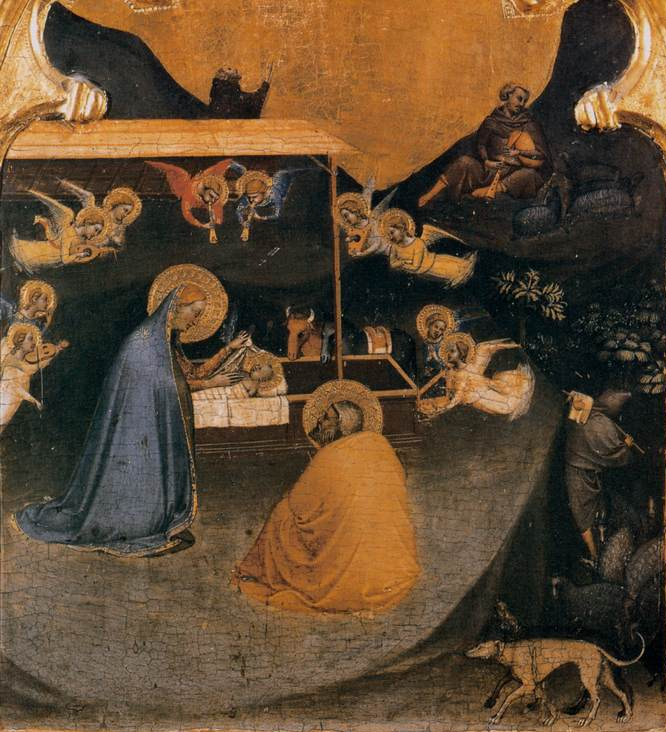
Nativité du Christ.

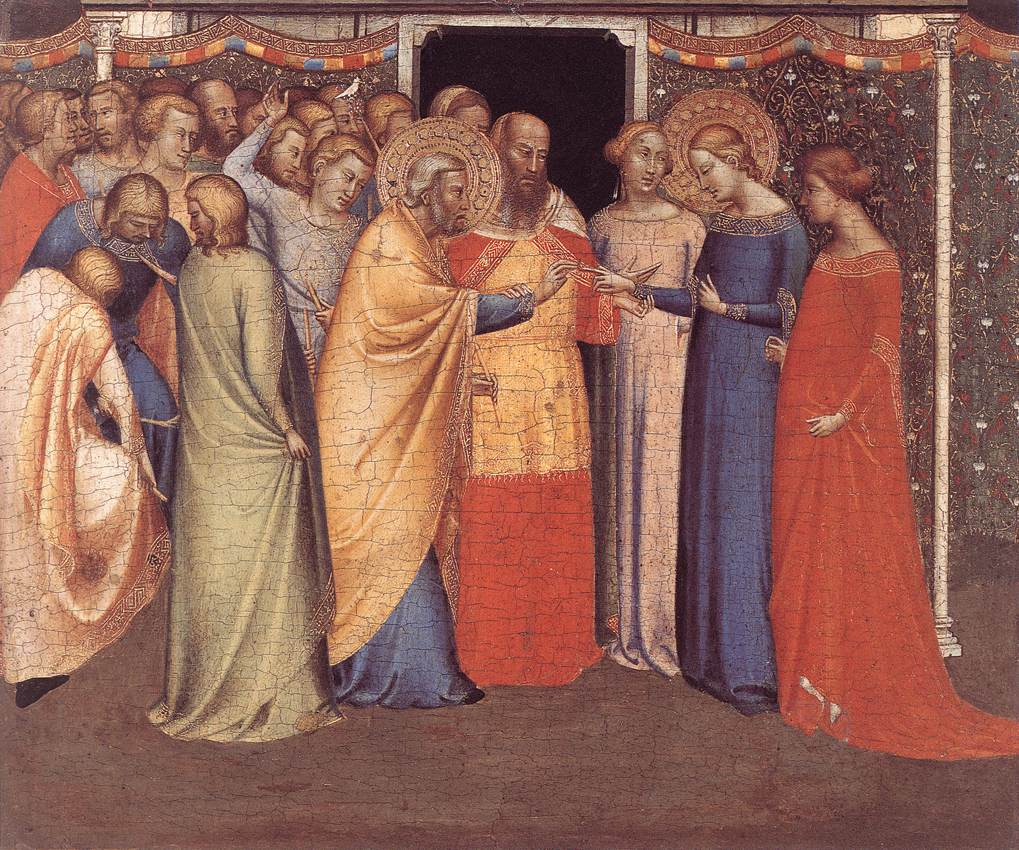
Mariage de la Vierge, palais de Buckingham.

Le Polyptyque de Santa Reparata (en italien, Madonna con Bambino in trono e angeli, episodi della vita di Santi e di Maria Vergine, Santi, apostoli e evangelisti) est une peinture de Bernardo Daddi réalisée a tempera  et or sur panneaux de bois (167,5 × 86,5 cm pour le panneau central, 127 × 42 cm pour les panneaux de chaque côté, 31 × 17 cm pour les pinacles, diamètre de 20 cm pour chaque tondo et 52 × 40 cm pour chaque panneau de la prédelle). L'ensemble complet est datable d'avant 1338 et sa grande partie est conservée au musée des Offices à Florence.

## Histoire
Le polyptyque grandiose, composé d'au moins 33 compartiments, a été réalisé pour le maître-autel de l'ancienne église Santa Reparata à Florence, passant ensuite, après la destruction de l'église, au maître-autel de l'église San Pancrazio de Florence, où Giorgio Vasari l'a vu, qui l'a attribué à tort à Agnolo Gaddi. L'historien d'Arezzo n'a pas beaucoup apprécié l'ouvrage, n'en signalant que les parties mineures : « Ce qui est bon ne se voit que dans la prédelle, qui est toute pleine de petites figures ».
August Schmarsow le réattribue à Daddi, le référant à la deuxième période de son activité, vers 1330-1340. La datation a été confirmée par Nicola Marcucci, qui a précisé les termes chronologiques en le plaçant avant le retable de la basilique Santa Maria Novella (maintenant démembré entre New Haven, Paris et Poznań), documenté en 1338. Certains l'ont toutefois attribué après 1340. En tout cas, grâce à la documentation notariale, il est attesté qu'en 1344, le polyptyque était déjà placé sur l'autel principal de la cathédrale de Florence. La commission appartient aux cercles ecclésiastiques et sociaux entourant le chapitre de chanoines de la cathédrale florentine, en particulier à la Spedale di San Giovanni Evangelista, directement dépendante du chapitre de la cathédrale.
Le polyptyque est démembré et destiné aux Offices en 1808, après les spoliations napoléoniennes, arrivant déjà sans encadrement et divisé en 33 pièces. En 1817, une partie de la prédelle (Mariage de la Vierge) est vendue et se trouve aujourd'hui dans la Royal Collection du palais de Buckingham à Londres. D'après la reconstitution étudiée par Richard Offner, il manque au moins huit compartiments, dispersés avant 1808 : quatre pinacles aux Prophètes, deux tondi aux Anges et surtout la cimaise centrale, probablement en forme de pinacle représentant, selon l'iconographie générale dédiée à la Vierge, la Dormition dans la partie inférieure et l'Assomption ou le Couronnement de la Vierge dans la partie supérieure.

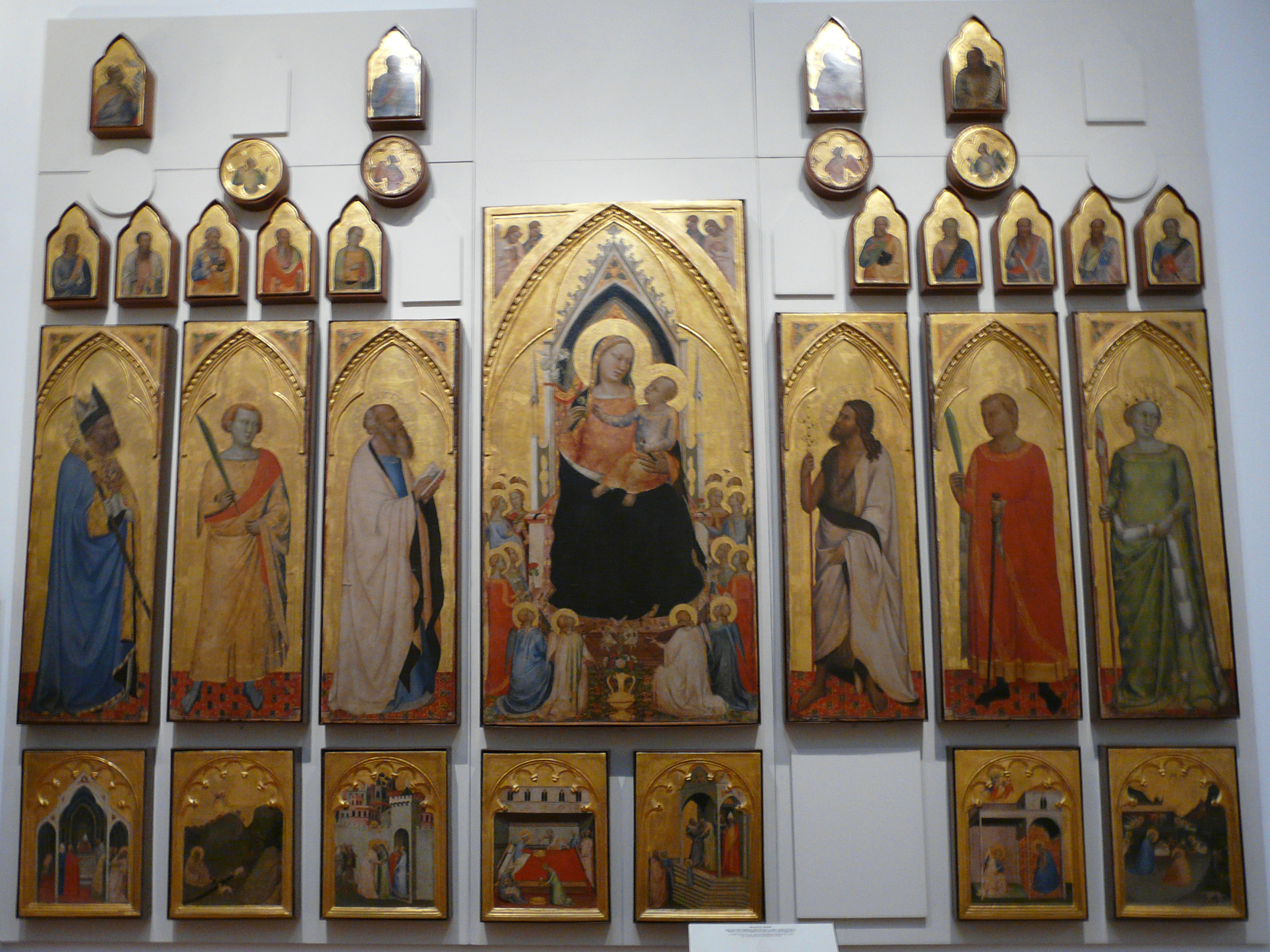
L'ensemble exposé aux Offices.

L'œuvre a été restaurée en 1994.

## Description et style
Le retable central montre une Vierge en majesté avec l'Enfant entourée d'une série de petits anges agenouillés ; à ses pieds se trouve une rare nature morte représentée par un vase de fleurs aux significations mariales. Trois panneaux avec des saints en pied se trouvent de chaque côté pour un total de six, tous liés à Florence. À partir de la gauche :
- Saint Zénobe
- Saint Pancras
- Saint Jean l'évangéliste
- Saint Jean Baptiste
- Saint Miniato
- Sainte Reparata

Au-dessus se trouve une série de dix tablettes polylobées avec des Saints en demi-bustes (à l'origine il devait y en avoir douze), quatre tondi avec des Anges (sur six) et quatre tablettes de Prophètes similaires à la rangée inférieure (sur un total de six). La rangée du bas présente, à partir de la gauche :
- Apôtre
- Saint Barthélemy
- Saint Pierre
- Apôtre
- Apôtre
- Évangéliste
- Saint Jacques le Majeur
- Apôtre ou Prophète
- Saint Paul
- Apôtre

La rangée du haut :
- Prophète avec cartouche (? )
- Prophète avec cartouche ( Isaïe ? )
- Prophète avec cartouche ( Moïse ? )
- David (? )

La prédelle montre les Histoires de la Vierge. À partir de la gauche :
- Expulsion de Joachim du Temple
- Saint Joachim parmi les bergers du désert
- Rencontre d'Anne et Joachim à la porte dorée
- Nativité de la Vierge
- Présentation de la Vierge au Temple
- Mariage de la Vierge (aujourd'hui au palais de Buckingham, Londres)
- Annonciation
- Nativité de Jésus

Ces scènes intimes, rappelant les miniatures, sont parmi les plus réussies de l'ouvrage, grâce aussi au ton rapide et gracieux.